# Uloptera burgeoni
Uloptera burgeoni är en skalbaggsart som beskrevs av Thierry Bourgoin 1921. Uloptera burgeoni ingår i släktet Uloptera och familjen Cetoniidae. Inga underarter finns listade i Catalogue of Life.